# 托里達加科
托里達加科（法語：Toridaga-Ko），是馬里的城鎮，位於該國中部，由塞古區的尼奧諾省負責管轄，面積653平方公里，海拔高度258米，2009年普查人口總數為26,901人，人口密度每平方公里41人。